# Гондурасское песо
Гондурасское песо (исп. Peso hondureño) — денежная единица Гондураса с 1862 по 1931 год.

## История
В колониальный период в обращении использовались испанские континентальные и колониальные монеты. В 1831 году в Комаягуа был открыт монетный двор, чеканивший монеты Соединённых Провинций Центральной Америки. В 1838 году Гондурас вышел из состава федерации, но монеты прежнего типа чеканились до 1861 года.
В 1848 году выпущены первые бумажные денежные знаки, номинал которых указан в песо — обязательства казначейства. Следующие выпуски банкнот казначейства были произведены в 1863, 1889 и 1891 годах.
В 1862 году начата чеканка новых монет с номиналом в песо. Чеканка монет в реалах продолжалась до 1871 года (песо = 8 реалов). В 1881 году начат выпуск монет в сентаво (песо = 100 сентаво).
В 1886 году выпущены банкноты Aguan Navigation Improvement Company, позже выпуск банкнот начали другие банки: Банк Гондураса, Центрально-Американский банк, Коммерческий банк, Национальный банк Гондураса, Гондурасский национальный банк. В 1928 году были выпущены таможенные билеты (billete aduanero) в песо.
Законом от 3 апреля 1926 года введена новая денежная единица — лемпира, заменившая песо 1:1. Выпуск монет в лемпирах был начат в 1931 году, банкнот — в 1932.